# Bunpheng Faiphiuchai
Bunpheng Faiphiuchai, taj. นางบุญเพ็ง ไฝผิวชัย (ur. 22 września 1932 w Ubon Ratchathani, zm. 28 marca 2008) – tajska śpiewaczka wykonująca poetycki styl muzyki ludowej mor lam, w 1997 uhonorowana tytułem artystki narodowej Tajlandii.

## Życiorys
Była córką Chuay Phaiphimchai i Ton Phaipewchai. Rozpoczęła naukę jako molam (mistrzyni śpiewu lam) w wieku 12 lat. Zadebiutowała w 1946. Stała się rozpoznawalna dzięki głębokiemu głosowi i bystrym, często filozoficznym odpowiedziom na pytania zadawane jej przez męskich lamów. Wyśpiewywała historie z literatury Isan na przemian z dźwiękami khaen przy akompaniamencie bambusowej harmonijki ustnej, na której grał towarzyszący jej muzyk. Przez większość kariery była nauczycielką śpiewu. Była filantropką, działała m.in. na rzecz zapobiegania chorobom zakaźnym.
Do 1955 nagrała najwięcej pełnowymiarowych albumów niż jakakolwiek inna kobieta wykonująca molam. Została nazwana Królowa Molam.
Wyszła za mąż za Pua Poolthonga, z którym miała 8 dzieci. Po jego śmierci, w 1971, poślubiła Kena Dalao, tajskiego artystę narodowego. Nie mieli dzieci.

## Upamiętnienie
W dniu 22 września 2021 była bohaterką Google Doodle.